# Knud Henriksen (Hertug af Slesvig)
Knud Henriksen var hertug af Slesvig (1157-1162). Han kæmpede først for Knud 5. under den danske borgerkrig, og var med til at drive Svend Grathe og Valdemar ud af Slesvig omkring 1150. Men efter Knud 5. døde i Blodgildet i Roskilde skiftede Knud Henriksen og hans lillebror Buris til Valdemars side. Henrikssønnerne og andre tidligere knudstøtters opbakning til Valdemar var i høj grad årsagen til at Valdemar kunne vinde Slaget på Grathe Hede i 1157, der derefter gjorde ham til enekonge. Knud Henriksen blev belønnet for sin rolle i krigen ved at få tildelt hertugdømmet Slesvig.
Knud Henriksen døde pludseligt i 1162 af uvisse årsager. Hans bror, Buris Henriksen, efterfulgte ham som hertug af Slesvig.